# Калинский, Давид Моисеевич
Давид Моисеевич Калинский (6 июля 1908, Санкт-Петербург — декабрь 1986, Ленинград) — выдающийся советский шашечный композитор. Специализировался в этюдном творчестве в русские шашки. Участник Великой Отечественной войны.
Заслуженный тренер СССР Юрий Барский: «Если этюдную композицию называют «поэзией шашек», то никто, не заслуживает в такой степени, как Д.Калинский, быть названным “поэтом шашечного этюда”. Удивительным образом удавалось ему совмещать в своих произведениях естественность построения, неожиданность, яркость и остроумие идей, глубину замысла, обилие ложных следов. Вот почему его этюды всегда доставляют решателю подлинное эстетическое наслаждение».

## Биография
Родился и прожил, не считая военных лет, в Петербурге. Юношей заинтересовался шашечной игрой.
В практической игре, как и большинство его современников, предпочтение отдавал комбинационному стилю. В 1928 году состоялся его дебют в печати. В 1929 году победил во Всесоюзном конкурсе журнала «64», всего в довоенных всесоюзных и всероссийских конкурсах одержал 14 побед. В начале 1930-х годов Калинский становится общепризнанным лидером советских шашечных этюдистов.
В годы войны Д. Калинский находился в действующей армии, служил радиотелеграфистом в зенитных частях Карельского фронта. Рядовой
23 штабной батареи 14 ОА 
(по данным Юрия Барского, приведенным в некрологе - Калинский радиотелеграфист, ефрейтор 487-го отдельного зенитного артдивизиона, затем в той же должности в 23  батарее 14 отдельной армии)
После демобилизации 15 лет работал пожарным в городской пожарной охране Ленинграда.
В первом же послевоенном Всероссийском конкурсе составления задач и этюдов (1951) Давид Калинский был удостоен 1-го приза.
В 1958 году Д. Калинский стал (первым из этюдистов) мастером спорта СССР.
Давид Калинский почти 40 лет вел пропаганду шашечного спорта и искусства: выступал с лекциями и беседами, устраивал конкурсы решений, проводил сеансы одновременной игры - в санаториях, домах отдыха и в пионерских лагерях.
За почти 60 лет Д. М. Калинским опубликовано свыше 700 этюдов, составлено около 800.
Похоронен на Большеохтинском кладбище (Санкт-Петербург).

## Награды
Орден Отечественной войны, восемь  медалей.
Сайт «Память народа» приводит документ о награждении  10.06.1945  медалью «За оборону Советского Заполярья»  